# تجربة سجن ستانفورد

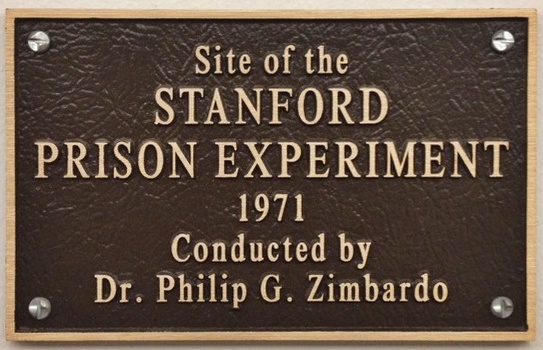
لوحة مخصصة لموقع إجراء اختبار سجن ستانفورد

تجربة سجن ستانفورد (بالإنجليزية: Stanford prison experiment)‏ كانت محاولة للاستقصاء عن الأثار النفسية عنيت بالاستجابات الإنسانية للأَسْر، واهتمت بالظروف الحقيقية لحياة السجن. تم إجراء التجربة في الفترة ما بين 14 إلى 20 أغسطس عام 1971 تحت إشراف فريق من الباحثين يقوده فيليب زيمباردو من جامعة ستانفورد. وقد قام بأداء دور الحراس والسجناء متطوعون وذلك في بناء يحاكي السجن تماماً. إلا أن التجربة سرعان ما تجاوزت حدود السيطرة وتم إيقافها باكراً. وكثيراً ما أحيطت هذه التجربة الشهيرة بشكوك من وجهة نظر أخلاقية وشبهت باختبار ميلغرام الذي أجري في العام 1963 في جامعة ييل بإشراف الدكتور ستانلي ملغرام، وقد كان من زملاء زيمباردو في المرحلة الثانوية.

## أهداف التجربة وطريقة إجرائها
قامت البحرية الأمريكية بتمويل الدراسة لفهم الصراعات في نظام السجن عندها. تم الإعلان عن التجربة في الجرائد للحصول على مشاركين مقابل 15$ كل يوم (90$ بأسعار 2017) للمشاركة في ((محاكاة لسجن)) مدتها أسبوعين. استجاب للإعلان 70 شخص، اختار زيمباردو منهم 24 كانوا الأكثر ملائمة من حيث الاستقرار النفسي والصحة البدنية. غالبيتهم كانوا من البيض، الذكور، ومن الطبقة الوسطى، وهم جميعاً طلاب في المرحلة الجامعية.
قسمت المجموعة عشوائياً إلى اثنتين متساويتين مساجين وحراس. من المثير أن المساجين قالوا فيما بعد أنهم كانوا يظنون أن اختيار السجانين تم بناء على أجسادهم الأكبر. لكن الواقع أنهم فرزوا بالقرعة باستخدام قطعة نقود، ولم تكن هناك أية فروق موضوعية من حيث البنية بين المجموعتين.
السجن أعد في قبو جامعة ستانفورد، وقد وضع زيمباردو مجموعة من القيود على المشاركين أملاً في أن تمنع الهذيان والاختلالات في الشخصية، وانتفاء الهوية الفردية.
تسلم الحراس عصي شرطة، وبزات اختاروها بأنفسهم من محل أزياء عسكرية، وتم تزويدهم بنظارات عاكسة لتجنب التواصل البصري مع المساجين (زيمباردو قال بأن هذه الفكرة جاءته من أحد الأفلام). وعلى عكس المساجين تمتع الحراس بدوام على شكل دوريات، يعودون إلى بيوتهم بعد انقضائها، لكن عدداً منهم صاروا يتطوعون أحيانا لساعات إضافية رغم أنها بدون أجر.
كان على المساجين أن يلبسو رداءً فضفاضاً من دون ملابس داخلية وصنادل مطاطية، وهو أمر رجح زيمباردو أنه سيجبرهم على التأقلم مع عادات ووضعيات جسمانية غير مألوفة ومزعجة. وقد رمز إلى كل سجين برقم عوضاً عن اسمه، وقد خيطت الأرقام على ملابسهم، وكان عليهم أن يعتمروا قبعات ضيقة من النايلون لتبدوا رؤوسهم كما لو أنها محلوقة تماماً. كما وضعت سلسلة صغيرة عند الكاحل كمنبه دائم على أنهم مسجونون ومضطهدون.
قبل بدء الاختبار بيوم واحد، تم جمع الحراس لحضور جلسة تمهيدية، لكنهم لم يتلقوا أية خطوط أو توجيهات، باستثناء عدم السماح باستخدام العنف الجسدي. قيل لهم بأن إدارة السجن تقع على عاتقهم، وان لهم أن يديروه كما يشاؤون.
قدم زيمباردو الجمل التالية للحراس خلال ملخص:
في المقابل قيل للسجناء بأن ينتظروا في بيوتهم حتى يحين الموعد ويتم استدعاؤهم. بدون أي تحذير تم اتهامهم بالسطو المسلح واعتقالهم من قبل قسم شرطة حقيقي، قدم مساعدته في هذه المرحلة فقط من الاختبار.
تم إخضاع السجناء لإجراءات الاعتقال التقليدية بما فيها التسجيل، وأخذ البصمات، والتقاط الصور، كما تليت عليهم حقوقهم تحت الاعتقال. ثم نقلوا إلى السجن المعد للاختبار حيث تم تفتيشهم عراة، و((تنظيفهم من القمل)) ومنحهم هويات جديدة.

## النتائج
سرعان ما خرجت التجربة عن السيطرة. فعانى السجناء واحتملوا ممارسات سادية ومهينة على أيدي الحراس، بدت على عدد منهم علامات الاضطراب العاطفي.
فبعد اليوم الأول الذي مر دون ما يستحق الذكر، اشتعل عصيان في اليوم الثاني، وتطوع الحراس للعمل ساعات إضافية للقضاء على التمرد، دون أي إشراف من قبل الطاقم المشرف على الاختبار. بعد ذلك، حاول الحراس أن يفرقوا السجناء ويحرضوهم ضد بعضهم البعض من خلال تقسيمهم إلى زنزانتين واحدة ((للجيدين)) والآخرى ((للسيئين))، ليوهموا السجناء من وراء ذلك إلى أن هناك مخبرين تم زرعهم سراً بين السجناء. لقد نجحت الخطة وآتت الجهود أكلها، فلم يظهر بعد ذلك أي تمرد كبير. وقد ذكر بعض المستشارين بأن هذه الخطة تستخدم بنجاح في السجون الحقيقية في أمريكا.
سرعان ما تحول السجن إلى مكان منفر وغير صحي. وصار الدخول إلى الحمامات امتيازاً، قد يحرم منه السجين، وكثيراً ما حصل ذلك. وقد أجبر بعض السجناء على تنظيف المراحيض بأيديهم المجردة. وتم إخراج الفرش والوسائد من ما سميت زنزانة ((السيئين))، وأجبر السجناء على النوم عراة على البلاط. أما الطعام فكثيراً ما حرم السجناء منه كوسيلة للعقاب. لقد فرض العري على السجناء وتعرضوا للتحرش الجنسي والإذلال من قبل السجانين.
زيمباردو قال بأن السجناء استجابوا بأحد ثلاث طرق: إما المقاومة بنشاط، أو الانهيار، أو بالرضوخ والطاعة وهي حالة ((السجين النموذجي)). كما أن زيمباردو نفسه أخذ بالانغماس والتورط في الاختبار شيئاً فشيئاً. ففي اليوم الرابع، وعلى أثر سريان إشاعة عن خطة فرار يعدها السجناء، حاول الدكتور زيمباردو والحراس أن يحولوا التجربة إلى حقيقة، فأرادوا استخدام بناء غير مستخدم من سجن حقيقي تابع للشرطة المحلية، ونقل السجناء إليه بهدف ضمان ((الأمن))، لكن قسم الشرطة رفض طلبهم بهذا الخصوص. ويتذكر زيمباردو لاحقاً أنه كان غاضباً ومستاءً من شح التعاون من قبل الشرطة المحلية وعدم وضع مرافقها في خدمة الاختبار.
مع تقدم التجربة، ازداد السلوك السادي عند بعض الحراس ـ وخاصة خلال الليل حيث ظنوا أن الكاميرات كانت مطفأة. قال المشرفون على الاختبار بأن واحد من كل ثلاثة حراس تقريباً أظهر ميولاً سادية حقيقة. معظم الحراس انزعجوا عندما تم إجهاض التجربة قبل الوقت المحدد لها.
وقد أثار زيمباردو فكرة مفادها أن المشاركين تقمصوا أدوارهم تماماً، وبدى ذلك واضحاً عندما عُرض على السجناء أن بإمكانهم تقديم طلبات «لتخفيض» في المدة مقابل إلغاء الأجر المتفق عليه، فوافق غالبية السجناء على هذا العرض وتقدموا بطلبات خفض مدة السجن مقابل التنازل عن مستحقاتهم كاملة. وعندما رفضت طلبات تخفيض المدد، لم يقرر أي منهم الانسحاب من الاختبار. وهو ما أثار الاستغراب، فالانسحاب لم يكن ليكلفهم أكثر مما قبلوا بالتنازل عنه سلفاً وهو الأجر الذي سيتقاضونه.
بدأت اضطرابات عاطفية حادة بالظهور على سلوك السجناء. أحدهم أصابته ارتجافات في جسمه عندما علم بأن طلب تخفيض المدة الذي تقدم به قد تم رفضه (وكان الدكتور زيمباردو قد رفض الطلب بعدما ظن أن هذا السجين يتظاهر بالمرض ليتمكن من الخروج من السجن). شاعت بين السجناء مظاهر البكاء والاضطراب في التفيكر. عانى اثنان من السجناء من صدمة شديدة في مراحل مبكرة من الاختبار بحيث لزم إعفاؤهما من الاستمرار واستبدالهما.
أحد السجينين البديلين، السجين رقم 416، أصيب بالرعب بسبب معاملة السجانين وأعلن إضراباً عن الطعام للاحتجاج. وقد أجبر على البقاء في الحجز الانفرادي داخل خزنة صغيرة لمدة ثلاث ساعات. وقد فرض عليه السجانون أن يحمل خلال احتجازه النقانق التي امتنع عن أكلها. بعض السجناء الآخرين اعتبروا أنه يفتعل المشاكل. وقد استغل الحراس هذا الأمر فخيروا السجناء ما بين أمرين: إما أن تؤخذ منهم الأغطية، أو أن يحتجز السجين 416 في الحجز الانفرادي طوال الليل. السجناء فضلوا الاحتفاظ بالأغطية. وفيما بعد تدخل زيمباردو وأعاد 416 إلى زنزانته.
أخيراً قرر زيمباردو إجهاض الاختبار قبل الموعد. قبل بدء الاختبار حضرت الباحثة كريستينا ماسلاتش المقابلات الأولى مع المشاركين، ولم تكن على علم سابق بالاختبار، إلا أنها أبدت صدمة كبيرة من الوضع السيء للسجن. هي حالياً زوجة زيمباردو، وكانت خطيبته آنذاك وكانت باحثة حديثة التخرج انذاك . وقد نبه زيمباردو إلى أنها كانت الوحيدة (من بين 50 شخصاً لاعلاقة لهم بالاختبار شاهدوا السجن) التي ناقشت أخلاقية إجراء مثل هذا الاختبار. بعد انقضاء 6 أيام فقط تم إيقاف الاختبار الذي كان من المفترض أن يستمر لأسبوعين.

## الخلاصة
تعتبر هذه التجربة عرضاً لأنماط الطاعة والانصياع التي يبديها الناس عندما يتعرضون لنظام أيديولوجي يحظى بدعم اجتماعي ومؤسساتي. لقد تم توظيف هذا الاختبار لتوضيح وفهم معالم قوة (السلطة)، وتبدو نتائح هذه التجربة متوافقة مع اختبار أخر أجراه (ميلغرام) وسمي باسمه، وهو كذلك من حيث أنه يدعم فكرة ((التنسيب المكاني)) التي تقول بأن الوضع أو الواقع هو الذي سبب سلوك الأفراد في الاختبار أكثر من أي شيء موروث في شخصياتهم.

## نقد التجربة
تم توجيه نقد واسع النطاق لهذه التجربة وتم اعتبارها منافية للأخلاق وغير علمية في نفس الوقت. وقد بين بعض النقاد ومنهم (إيريك فروم) بأن من السهولة بمكان تعميم نتائجها.
بدى من غير الممكن ضبط التجربة بالضوابط العلمية التقليدية على اعتبار أنها (تجربة حقلية) وليست (مخبرية). كما أن زيمباردو لم يكن مراقباً محايداً، بل ساهم وأثر في اتجاه التجربة كمشرف عليها. نتائج التجربة والمراقبة التي وضعها المشرفون كانت بعيدة عن الموضوعية وهي تجربة يصعب على باحثين آخرين تكرارها بسهولة.
بعض النقاد جادلوا معتبرين أن المشاركين في التجربة انتهجوا السلوك الذي يفترض بهم ان يسلكوه، أو قلدوا نماذج إرشادية مسبقة كانوا يعرفون أنها تحدد العلاقة بين الحراس والسجناء. بمعنى آخر فالمشاركون كانوا يلعبون أدوارهم ويلبسونها. ويجادل زيمباردو بالمقابل بأنه حتى لو كان هناك لعب أدوار فإن المشاركين انطبعوا بأدوارهم واستدخلوها أثناء مراحل التجربة.
تم انتقاد التجربة أيضاً من ناحية (قسوة الظروف) فكثير من الظروف التي فرضت عليها كانت متطرفة وقد لا تتوفر في ظروف السجون الحقيقية. بما فيها عصب أعين السجناء، أو إجبارهم على ارتداء ملابس نسائية، وكذلك حرمانهم من ارتداء ملابس داخلية، ومنعهم من النظر عبر النوافذ أو من استخدام أسمائهم. ورد زيمباردو بأن السجن يمثل تجربة مربكة ومهينة للسجين وكان من الضروري إضافة هذه الإجراءات لوضع السجناء في الإطار المناسب. على أي حال من الصعب توقع نتائج مثل هذه الظروف في سجن حقيقي، كما أن من الصعب إعادة إنتاج ظروف التجربة بدقة حتى يتمكن آخرون من تجريبها.
اعتبر آخرون هذه الدراسة (قطعية) على نحو مبالغ به، ففي حين وصفت التقارير اختلافات نوعية في السلوك القاسي للحراس، واسوأها صدر عن حارس سمي ((جون واين))، لكن حرساً آخرين كانوا ألطف وأسدوا خدمات للسجناء. لم يعلق زيمباردو على الأمر ولم يحاول تفسير الفروق.
أخيراً، يعتبر حجم العينة صغيراً جداً، بوجود 24 مشاركاً فقط، في مدة قصيرة نسبياً. (هاسلم) و(ريخر) عالما نفس من جامعتي إكستر والقديس أندرو قاما بإجراء تقليد جزئي للتجربة بمساعدة هيئة الإذاعة البريطانية. التي قامت ببث مشاهد من التجربة في برنامج من برامج (تلفزيون الواقع) تحت اسم (التجربة) وكانت نتائجهما شديدة التباين مع نتائج زيمباردو. لم تكن الإجراءات التي اتبعوها استنساخاً لتلك التي اتبعها زيمباردو، وقد ألقت المزيد من الشكوك على إمكانية تعميم النتائج.

## مقارنة مع إساءات سجن أبو غريب
اعتبرت انتهاكات حقوق الإنسان التي وقعت في سجن أبو غريب في أعقاب حرب العراق 2003 تطبيقا نموذجياً لاختبار سجن ستانفورد. حسب ما يقوله زيمباردو فإن إساءات شبيهة بتلك التي حصلت في اختبار سجن ستانفورد حصلت عندما تم تعيين جنود أمريكيين غيرمؤهلين بما يكفي ليعملوا كحراس في سجن. وقد نوقشت المقارنة بشكل موسع في وسائل الإعلام.
سيمور هيرش جادل في نظريته التي عرضها في مقالة نشرها في جريدة النيويوركر، بأن الانتهاكات التي وقعت في سجن أبو غريب كانت نتيجة أوامر مباشرة من رؤساء في سياق عملية سرية للغاية أجراها برنامج جهاز جمع معلومات تابع للبنتاغون بتفويض من وزير الدفاع دونالد رامسفليد.

## أفلام عن اختبار سجن ستانفورد
تم إنتاج فيلم التجربة عام 2001 عن هذا الأختبار
وفى أغسطس 2010 عرض الفيلم الأمريكى التجربة (فيلم) للجمهور متناولا نفس قصة التجربة، بطولة الحائزين على جائزة الأوسكار فورست ويتكر وأدريان برودي . في العام 2015 تم إنتاج فيلم تجربة سجن ستانفورد (فيلم) يحكي عن نفس القصة.